# Renault Korea Motors
Renault Korea Motors je jihokorejský výrobce osobních automobilů, který své výrobky prodává v Jižní Koreji. Jeho majoritním vlastníkem je francouzský Renault, menší podíl ve firmě drží holding Samsung a od roku 2022 i čínská společnost Geely. Historie firmy sahá do roku 1994, kdy vznikl joint venture podnik mezi Samsungem a Nissanem. V roce 2000 převzal Renault většinu akcií tohoto výrobce a jihokorejská společnost se tak stala dceřinou firmou Renaultu. Jediný výrobní závod firmy se nachází v Pusanu, jeho výrobní kapacita je 300 000 automobilů. Většina modelů Renault Samsungu je mírně se odlišující variantou automobilů Renault (které v pusanské továrně taktéž vznikají). V roce 2015 prodala značka přibližně 80 000 automobilů. Do roku 2015 byla značka aktivní také v Chile.

## Vyráběné automobily
Následují přehled zachycuje výrobní program automobilky v roce 2022.
- Renault Samsung Motors XM3 (Renault Arkana)
- Renault Samsung Motors SM6 (Renault Talisman)
- Renault Samsung Motors QM6 (Renault Koleos)

Dále prodává automobily Renault Master a Renault Zoe.

## Fotogalerie

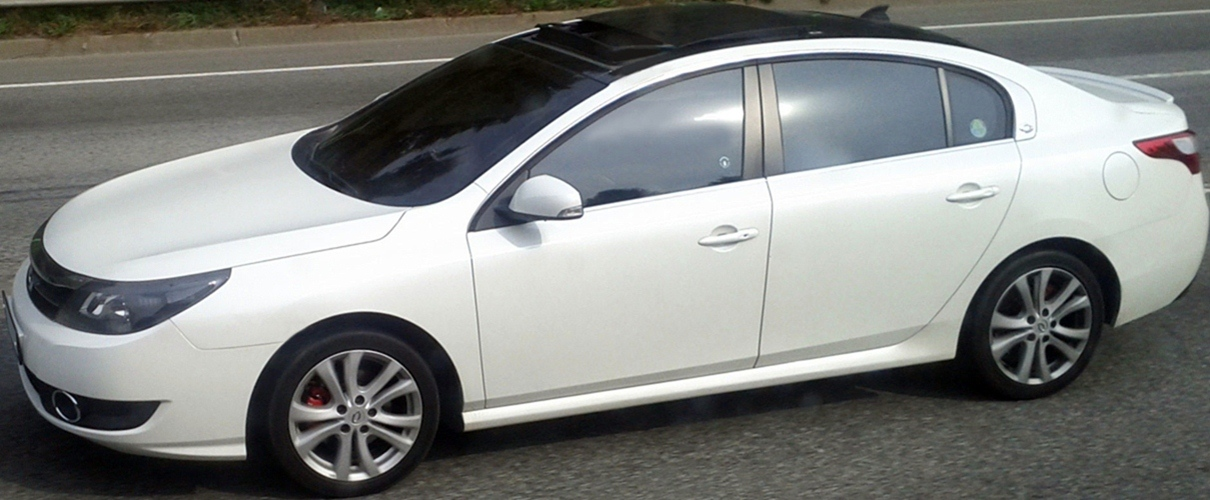
SM5
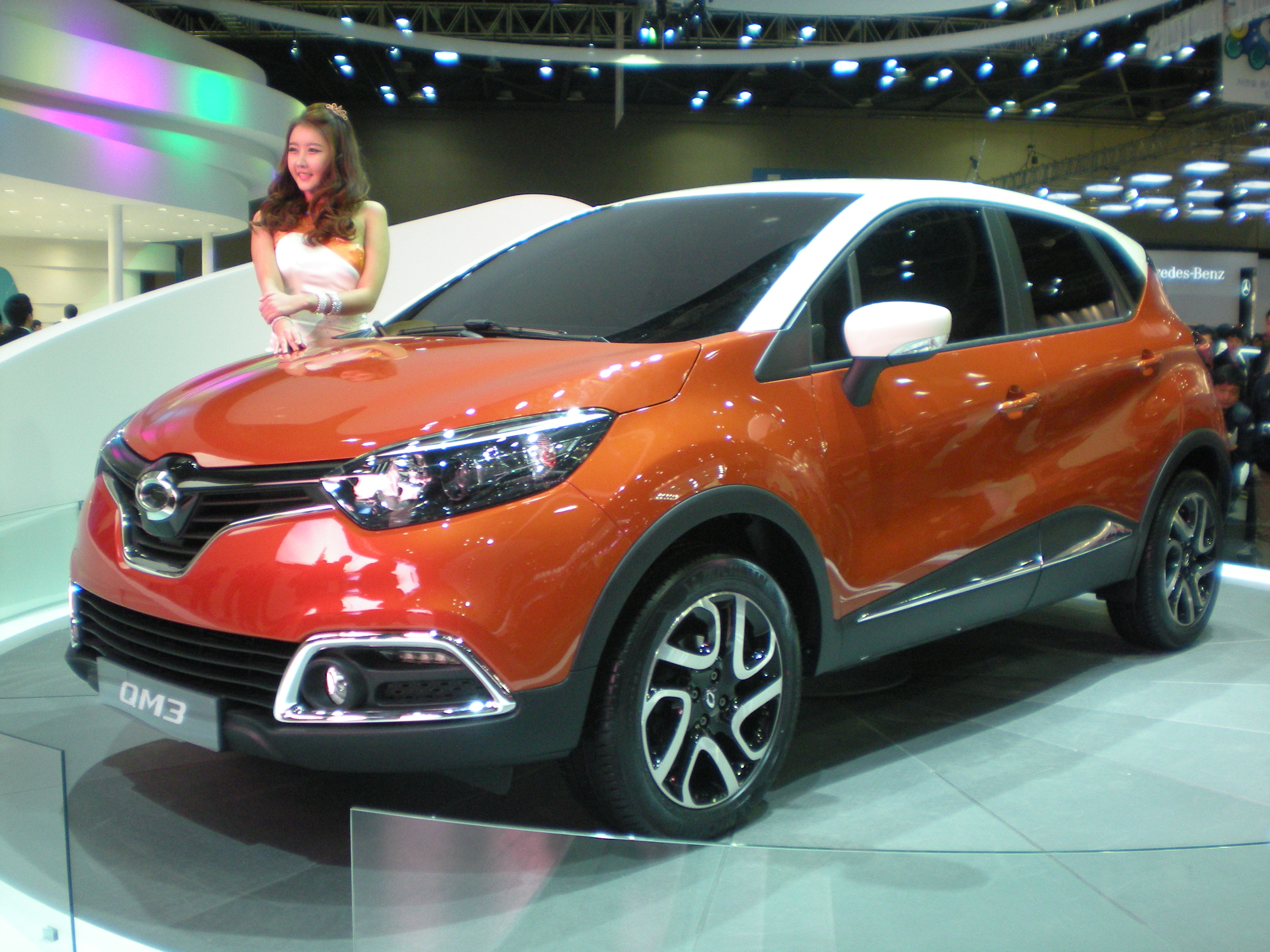
QM3
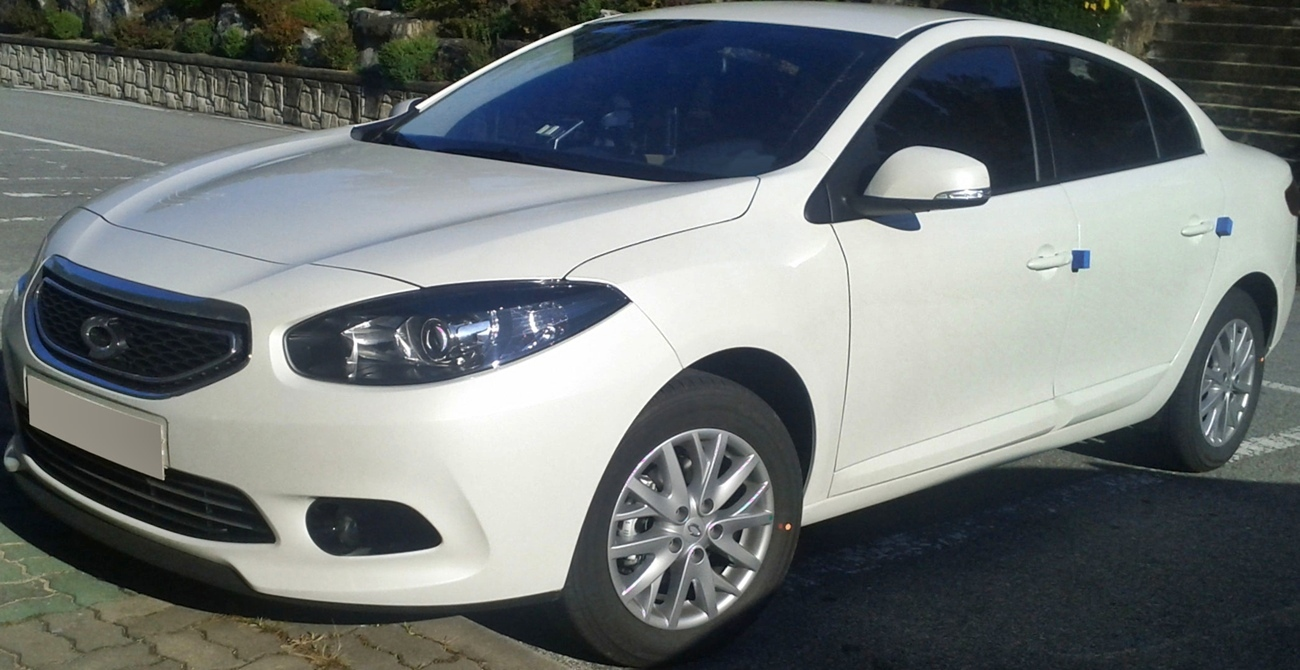
SM3